# PlusLiga de 2023–24
O Campeonato Polonês de Voleibol Masculino de 2023–24, oficialmente PlusLiga de 2023–24 por motivos de patrocínio, foi a 88.ª edição do Campeonato Polonês de Voleibol e 24ª temporada como liga profissional. O torneio foi administrado pela Liga Polonesa de Voleibol (PLS).
A equipe do Jastrzębski Węgiel derrotou o Aluron CMC Warta Zawiercie por 3 sets a 1 na terceira partida das finais e conquistou o campeonato polonês pela quarta vez na história.

## Regulamento
Período regular
A fase classificatória foi disputada em dois turnos, nos quais todos os clubes se enfrentaram em jogos tanto em casa quanto fora. Os oito primeiros colocados ao final dessa etapa garantiram vaga nos playoffs, enquanto a última equipe foi rebaixada para a segunda divisão na próxima temporada.
Playoffs
A fase final foi composta em quartas de final, semifinais (ambas no sistema "melhor de dois", com disputa do golden set se necessário), disputa pelo terceiro lugar e final (ambas no sistema "melhor de três").

### Critérios de classificação no grupo
1. Pontos;
2. Número de vitórias;
3. Razão de sets;
4. Razão de pontos;
5. Resultado da última partida entre os times empatados.

- Placar de 3–0 ou 3–1: 3 pontos para o vencedor, nenhum para o perdedor;
- Placar de 3–2: 2 pontos para o vencedor, 1 para o perdedor.

## Equipes participantes
A seguir a lista das equipes que disputaram a PlusLiga de 2023–24.
| Equipe                             | Sigla | Cidade           | Última participação | Temporada 2021–22 |
| ---------------------------------- | ----- | ---------------- | ------------------- | ----------------- |
| PGE GiEK Skra Bełchatów            | BEŁ   | Bełchatów        | 2022–23             | 12.º              |
| ZAKSA Kędzierzyn-Koźle             | KED   | Kędzierzyn-Koźle | 2022–23             | Vice-campeão      |
| Trefl Gdańsk                       | GDA   | Gdańsk           | 2022–23             | 6.º               |
| Indykpol AZS Olsztyn               | OLS   | Olsztyn          | 2022–23             | 8.º               |
| Jastrzębski Węgiel                 | JAS   | Jastrzębie-Zdrój | 2022–23             | Campeão           |
| Asseco Resovia Rzeszów             | RZE   | Rzeszów          | 2022–23             | 3.º               |
| KGHM Cuprum Lubin                  | LUB   | Lubin            | 2022–23             | 14.º              |
| Projekt Warszawa                   | WAR   | Varsóvia         | 2022–23             | 5.º               |
| Aluron CMC Warta Zawiercie         | ZAW   | Zawiercie        | 2022–23             | 4.º               |
| Cerrad Czarni Radom                | RAD   | Radom            | 2022–23             | 15.º              |
| GKS Katowice                       | KAT   | Katowice         | 2022–23             | 11.º              |
| MKS Ślepsk Malow Suwałki           | SUW   | Suwałki          | 2022–23             | 9º                |
| Stal Nysa                          | NYS   | Nysa             | 2022–23             | 7.º               |
| BOGDANKA LUK Lublin                | LBN   | Lublin           | 2022–23             | 10.º              |
| VС Barkom-Kazhany                  | BAR   | Lviv             | 2022–23             | 13.º              |
| Exact Systems Hemarpol Częstochowa | CZE   | Częstochowa      | Estreante           | Campeão da I Liga |

## Fase classificatória

### Classificação
|  | Classificado para as quartas de final |
|  | Disputa do 9º ao 14º lugar            |
|  | Rebaixado para a I Liga de 2024–25    |

|     |                                    |     | Jogos | Jogos | Jogos | Resultados | Resultados | Resultados | Resultados | Resultados | Resultados | Sets | Sets | Sets  | Pontos | Pontos | Pontos |
| Pos | Equipe                             | Pts | T     | V     | D     | 3–0        | 3–1        | 3–2        | 2–3        | 1–3        | 0–3        | V    | P    | R     | V      | P      | R      |
| --- | ---------------------------------- | --- | ----- | ----- | ----- | ---------- | ---------- | ---------- | ---------- | ---------- | ---------- | ---- | ---- | ----- | ------ | ------ | ------ |
| 1   | Jastrzębski Węgiel                 | 75  | 30    | 25    | 5     | 14         | 10         | 1          | 1          | 3          | 1          | 80   | 27   | 2.963 | 2586   | 2218   | 1.166  |
| 2   | Aluron CMC Warta Zawiercie         | 70  | 30    | 24    | 6     | 12         | 8          | 4          | 2          | 3          | 1          | 79   | 34   | 2.324 | 2708   | 2421   | 1.119  |
| 3   | Projekt Warszawa                   | 69  | 30    | 23    | 7     | 14         | 7          | 2          | 2          | 3          | 2          | 76   | 32   | 2.375 | 2564   | 2311   | 1.109  |
| 4   | Asseco Resovia Rzeszów             | 61  | 30    | 22    | 8     | 9          | 8          | 5          | 0          | 8          | 0          | 74   | 42   | 1.762 | 2736   | 2544   | 1.075  |
| 5   | Trefl Gdańsk                       | 54  | 30    | 17    | 13    | 9          | 6          | 2          | 5          | 4          | 4          | 65   | 49   | 1.327 | 2624   | 2569   | 1.021  |
| 6   | BOGDANKA LUK Lublin                | 52  | 30    | 18    | 12    | 7          | 5          | 6          | 4          | 4          | 4          | 66   | 53   | 1.245 | 2683   | 2620   | 1.024  |
| 7   | PSG Stal Nysa                      | 46  | 30    | 15    | 15    | 4          | 7          | 4          | 5          | 6          | 4          | 61   | 60   | 1.017 | 2668   | 2691   | 0.991  |
| 8   | Indykpol AZS Olsztyn               | 45  | 30    | 13    | 17    | 6          | 5          | 2          | 8          | 4          | 5          | 59   | 60   | 0.983 | 2671   | 2678   | 0.997  |
| 9   | PGE GiEK Skra Bełchatów            | 42  | 30    | 15    | 15    | 4          | 7          | 4          | 1          | 7          | 7          | 54   | 60   | 0.900 | 2593   | 2584   | 1.003  |
| 10  | ZAKSA Kędzierzyn-Koźle             | 39  | 30    | 13    | 17    | 8          | 3          | 2          | 2          | 8          | 7          | 51   | 58   | 0.879 | 2454   | 2499   | 0.982  |
| 11  | VС Barkom-Kazhany                  | 38  | 30    | 13    | 17    | 4          | 5          | 4          | 3          | 6          | 8          | 51   | 64   | 0.797 | 2564   | 2708   | 0.947  |
| 12  | MKS Ślepsk Malow Suwałki           | 29  | 30    | 10    | 20    | 3          | 4          | 3          | 2          | 8          | 10         | 42   | 70   | 0.600 | 2406   | 2583   | 0.931  |
| 13  | KGHM Cuprum Lubin                  | 29  | 30    | 9     | 21    | 4          | 2          | 3          | 5          | 6          | 10         | 43   | 71   | 0.606 | 2452   | 2619   | 0.936  |
| 14  | GKS Katowice                       | 27  | 30    | 9     | 21    | 3          | 2          | 4          | 4          | 7          | 10         | 42   | 73   | 0.575 | 2495   | 2669   | 0.935  |
| 15  | Exact Systems Hemarpol Częstochowa | 24  | 30    | 7     | 23    | 0          | 6          | 1          | 4          | 5          | 14         | 34   | 77   | 0.442 | 2395   | 2628   | 0.911  |
| 16  | Enea Czarni Radom                  | 20  | 30    | 7     | 23    | 2          | 3          | 2          | 1          | 6          | 16         | 29   | 76   | 0.382 | 2228   | 2485   | 0.897  |

### Resultados
| Mandante \ Visitante               | KED | JAS | ZAW | BEŁ | RZE | OLS | GDA | KAT | WAR | LUB | LBN | SUW | RAD | NYS | CZE | BAR |
| ---------------------------------- | --- | --- | --- | --- | --- | --- | --- | --- | --- | --- | --- | --- | --- | --- | --- | --- |
| ZAKSA Kędzierzyn-Koźle             | —   | 1–3 | 1–3 | 3–1 | 0–3 | 3–2 | 1–3 | 3–1 | 1–3 | 3–0 | 2–3 | 1–3 | 3–0 | 3–2 | 1–3 | 1–3 |
| Jastrzębski Węgiel                 | 3–1 | —   | 1–3 | 3–0 | 3–1 | 3–1 | 3–0 | 3–1 | 3–0 | 3–0 | 3–0 | 3–0 | 3–0 | 3–1 | 3–0 | 0–3 |
| Aluron CMC Warta Zawiercie         | 3–0 | 3–1 | —   | 3–1 | 3–1 | 3–2 | 3–1 | 3–2 | 0–3 | 3–1 | 3–0 | 3–2 | 3–0 | 3–0 | 3–0 | 3–0 |
| PGE GiEK Skra Bełchatów            | 3–0 | 1–3 | 0–3 | —   | 0–3 | 0–3 | 1–3 | 3–1 | 3–1 | 3–2 | 1–3 | 1–3 | 3–1 | 3–1 | 3–0 | 3–0 |
| Asseco Resovia Rzeszów             | 3–0 | 1–3 | 3–2 | 3–0 | —   | 3–0 | 3–1 | 3–0 | 1–3 | 3–0 | 3–2 | 3–1 | 3–0 | 3–1 | 1–3 | 3–1 |
| Indykpol AZS Olsztyn               | 0–3 | 0–3 | 3–1 | 1–3 | 3–1 | —   | 1–3 | 3–0 | 3–0 | 2–3 | 2–3 | 3–1 | 3–1 | 2–3 | 3–1 | 2–3 |
| Trefl Gdańsk                       | 3–0 | 3–2 | 2–3 | 2–3 | 3–1 | 3–0 | —   | 2–3 | 0–3 | 3–0 | 3–2 | 3–1 | 3–0 | 1–3 | 3–0 | 3–0 |
| GKS Katowice                       | 3–0 | 1–3 | 1–3 | 0–3 | 2–3 | 3–2 | 0–3 | —   | 0–3 | 3–0 | 3–1 | 0–3 | 3–0 | 1–3 | 3–2 | 3–2 |
| Projekt Warszawa                   | 3–2 | 3–1 | 3–1 | 3–0 | 1–3 | 2–3 | 3–0 | 3–0 | —   | 3–0 | 3–2 | 3–0 | 3–0 | 3–0 | 3–1 | 3–1 |
| KGHM Cuprum Lubin                  | 0–3 | 1–3 | 0–3 | 1–3 | 1–3 | 0–3 | 3–2 | 3–0 | 0–3 | —   | 2–3 | 3–1 | 3–0 | 2–3 | 3–2 | 3–0 |
| BOGDANKA LUK Lublin                | 3–0 | 0–3 | 0–3 | 3–0 | 1–3 | 3–2 | 3–2 | 3–0 | 3–1 | 3–2 | —   | 3–0 | 3–0 | 3–1 | 1–3 | 2–3 |
| MKS Ślepsk Malow Suwałki           | 0–3 | 2–3 | 0–3 | 3–2 | 0–3 | 3–1 | 0–3 | 3–2 | 1–3 | 0–3 | 1–3 | —   | 3–0 | 3–2 | 3–0 | 0–3 |
| Enea Czarni Radom                  | 0–3 | 0–3 | 0–3 | 1–3 | 2–3 | 0–3 | 1–3 | 3–0 | 0–3 | 1–3 | 0–3 | 3–1 | —   | 3–1 | 3–0 | 3–1 |
| PSG Stal Nysa                      | 0–3 | 0–3 | 3–1 | 2–3 | 2–3 | 2–3 | 3–0 | 3–1 | 3–2 | 3–1 | 1–3 | 3–0 | 3–1 | —   | 3–2 | 3–0 |
| Exact Systems Hemarpol Częstochowa | 0–3 | 0–3 | 0–3 | 3–1 | 1–3 | 0–3 | 3–1 | 3–2 | 0–3 | 3–1 | 0–3 | 1–3 | 2–3 | 0–3 | —   | 0–3 |
| VС Barkom-Kazhany                  | 1–3 | 0–3 | 3–2 | 2–3 | 3–1 | 3–0 | 0–3 | 1–3 | 0–3 | 3–2 | 3–1 | 3–1 | 2–3 | 1–3 | 3–1 | —   |

## Disputa do 9º ao 14º lugar

### Décimo terceiro lugar
| Data       | Hora       |                   | Placar |                   | Set 1 | Set 2 | Set 3 | Set 4 | Set 5 | Total | Relatório |
| ---------- | ---------- | ----------------- | ------ | ----------------- | ----- | ----- | ----- | ----- | ----- | ----- | --------- |
| 15 abr     | 20:30      | GKS Katowice      | 3–0    | KGHM Cuprum Lubin | 25–20 | 25–18 | 25–23 |       |       | 75–61 | Relatório |
| 22 abr     | 17:30      | KGHM Cuprum Lubin | 3–1    | GKS Katowice      | 23–25 | 25–19 | 25–20 | 26–24 |       | 99–88 | Relatório |
| Golden set | Golden set | KGHM Cuprum Lubin | 15–17  | GKS Katowice      |       |       |       |       |       |       |           |

### Décimo primeiro lugar
| Data   | Hora  |                          | Placar |                          | Set 1 | Set 2 | Set 3 | Set 4 | Set 5 | Total | Relatório |
| ------ | ----- | ------------------------ | ------ | ------------------------ | ----- | ----- | ----- | ----- | ----- | ----- | --------- |
| 15 abr | 17:30 | MKS Ślepsk Malow Suwałki | 3–0    | VС Barkom-Kazhany        | 25–19 | 25–15 | 25–13 |       |       | 75–47 | Relatório |
| 21 abr | 20:30 | VС Barkom-Kazhany        | 1–3    | MKS Ślepsk Malow Suwałki | 21–25 | 25–15 | 21–25 | 18–25 |       | 85–90 | Relatório |

### Nono lugar
| Data   | Hora  |                         | Placar |                         | Set 1 | Set 2 | Set 3 | Set 4 | Set 5 | Total  | Relatório |
| ------ | ----- | ----------------------- | ------ | ----------------------- | ----- | ----- | ----- | ----- | ----- | ------ | --------- |
| 14 abr | 20:30 | ZAKSA Kędzierzyn-Koźle  | 1–3    | PGE GiEK Skra Bełchatów | 22–25 | 25–18 | 22–25 | 19–25 |       | 88–93  | Relatório |
| 21 abr | 14:45 | PGE GiEK Skra Bełchatów | 2–3    | ZAKSA Kędzierzyn-Koźle  | 18–25 | 25–22 | 25–22 | 16–25 | 9–15  | 93–109 | Relatório |

## Playoffs
|  | Quartas de final           | Quartas de final           | Quartas de final       | Quartas de final |                            |                            | Semifinais | Semifinais | Semifinais | Semifinais |  |  | Final | Final | Final | Final |
|  |                            |                            |                        |                  |                            |                            |            |            |            |            |  |  |       |       |       |       |
|  | 10–13 de abril             |                            |                        |                  |                            |                            |            |            |            |            |  |  |       |       |       |       |
|  |                            |                            |                        |                  |                            |                            |            |            |            |            |  |  |       |       |       |       |
|  | Jastrzębski Węgiel         | Jastrzębski Węgiel         | 3                      | 3                |                            |                            |            |            |            |            |  |  |       |       |       |       |
|  | Jastrzębski Węgiel         | Jastrzębski Węgiel         | 3                      | 3                | 17–20 de abril             |                            |            |            |            |            |  |  |       |       |       |       |
|  | Indykpol AZS Olsztyn       | Indykpol AZS Olsztyn       | 0                      | 1                |                            |                            |            |            |            |            |  |  |       |       |       |       |
|  | Indykpol AZS Olsztyn       | Indykpol AZS Olsztyn       | 0                      | 1                | Jastrzębski Węgiel         | Jastrzębski Węgiel         | 3          | 3          |            |            |  |  |       |       |       |       |
|  | 11–14 de abril             |                            |                        |                  | Jastrzębski Węgiel         | Jastrzębski Węgiel         | 3          | 3          |            |            |  |  |       |       |       |       |
|  |                            | Asseco Resovia Rzeszów     | Asseco Resovia Rzeszów | 2                | 2                          |                            |            |            |            |            |  |  |       |       |       |       |
|  | Asseco Resovia Rzeszów     | Asseco Resovia Rzeszów     | Asseco Resovia Rzeszów | 2                | 2                          | 3                          | 3          |            |            |            |  |  |       |       |       |       |
|  | Asseco Resovia Rzeszów     | Asseco Resovia Rzeszów     |                        |                  | 24–28 de abril             | 3                          | 3          |            |            |            |  |  |       |       |       |       |
|  | Trefl Gdańsk               | Trefl Gdańsk               | 2                      | 1                |                            |                            |            |            |            |            |  |  |       |       |       |       |
|  | Trefl Gdańsk               | Trefl Gdańsk               | 2                      | 1                | Jastrzębski Węgiel         | 3                          | 1          | 3          |            |            |  |  |       |       |       |       |
|  | 10–13 de abril             |                            |                        |                  | Jastrzębski Węgiel         | 3                          | 1          | 3          |            |            |  |  |       |       |       |       |
|  |                            | Aluron CMC Warta Zawiercie | 0                      | 3                | 1                          |                            |            |            |            |            |  |  |       |       |       |       |
|  | Aluron CMC Warta Zawiercie | Aluron CMC Warta Zawiercie | 0                      | 3                | 1                          | 3                          | 3          |            |            |            |  |  |       |       |       |       |
|  | Aluron CMC Warta Zawiercie | Aluron CMC Warta Zawiercie | 17–20 de abril         |                  |                            | 3                          | 3          |            |            |            |  |  |       |       |       |       |
|  | PSG Stal Nysa              | PSG Stal Nysa              | 0                      | 2                |                            |                            |            |            |            |            |  |  |       |       |       |       |
|  | PSG Stal Nysa              | PSG Stal Nysa              | 0                      | 2                | Aluron CMC Warta Zawiercie | Aluron CMC Warta Zawiercie | 3          | 3          |            |            |  |  |       |       |       |       |
|  | 11–14 de abril             |                            |                        |                  | Aluron CMC Warta Zawiercie | Aluron CMC Warta Zawiercie | 3          | 3          |            |            |  |  |       |       |       |       |
|  |                            | Projekt Warszawa           | Projekt Warszawa       | 0                | 1                          |                            |            |            |            |            |  |  |       |       |       |       |
|  | Projekt Warszawa           | Projekt Warszawa           | Projekt Warszawa       | 0                | 1                          | 3                          | 0          |            |            |            |  |  |       |       |       |       |
|  | Projekt Warszawa           | Projekt Warszawa           |                        |                  |                            |                            | 0          |            |            |            |  |  |       |       |       |       |
|  | BOGDANKA LUK Lublin        | BOGDANKA LUK Lublin        | 1                      | 3                |                            |                            |            |            |            |            |  |  |       |       |       |       |
|  | BOGDANKA LUK Lublin        | BOGDANKA LUK Lublin        | 1                      | 3                |                            |                            |            |            |            |            |  |  |       |       |       |       |

|  | Terceiro lugar         |   |   |  |
|  |                        |   |   |  |
|  | 24–27 de abril         |   |   |  |
|  |                        |   |   |  |
|  | Asseco Resovia Rzeszów | 0 | 0 |  |
|  | Asseco Resovia Rzeszów | 0 | 0 |  |
|  | Projekt Warszawa       | 3 | 3 |  |
|  | Projekt Warszawa       | 3 | 3 |  |

### Quartas de final
| Data       | Hora       |                            | Placar  |                            | Set 1   | Set 2   | Set 3   | Set 4   | Set 5   | Total   | Relatório |
| 1º x 8º    | 1º x 8º    | 1º x 8º                    | 1º x 8º | 1º x 8º                    | 1º x 8º | 1º x 8º | 1º x 8º | 1º x 8º | 1º x 8º | 1º x 8º | 1º x 8º   |
| ---------- | ---------- | -------------------------- | ------- | -------------------------- | ------- | ------- | ------- | ------- | ------- | ------- | --------- |
| 10 abr     | 18:20      | Indykpol AZS Olsztyn       | 0–3     | Jastrzębski Węgiel         | 18–25   | 16–25   | 19–25   |         |         | 53–75   | Relatório |
| 13 abr     | 14:45      | Jastrzębski Węgiel         | 3–1     | Indykpol AZS Olsztyn       | 21–25   | 25–14   | 25–13   | 25–23   |         | 96–75   | Relatório |
| 2º x 7º    |            |                            |         |                            |         |         |         |         |         |         |           |
| 10 abr     | 21:00      | PSG Stal Nysa              | 0–3     | Aluron CMC Warta Zawiercie | 26–28   | 19–25   | 19–25   |         |         | 64–78   | Relatório |
| 13 abr     | 17:30      | Aluron CMC Warta Zawiercie | 3–2     | PSG Stal Nysa              | 23–25   | 20–25   | 25–15   | 25–21   | 15–9    | 108–95  | Relatório |
| 3º x 6º    |            |                            |         |                            |         |         |         |         |         |         |           |
| 11 abr     | 21:00      | BOGDANKA LUK Lublin        | 1–3     | Projekt Warszawa           | 25–16   | 13–25   | 19–25   | 19–25   |         | 76–91   | Relatório |
| 14 abr     | 14:45      | Projekt Warszawa           | 0–3     | BOGDANKA LUK Lublin        | 20–25   | 22–25   | 19–25   |         |         | 61–75   | Relatório |
| Golden set | Golden set | Projekt Warszawa           | 15–12   | BOGDANKA LUK Lublin        |         |         |         |         |         |         |           |
| 4º x 5º    |            |                            |         |                            |         |         |         |         |         |         |           |
| 11 abr     | 18:20      | Trefl Gdańsk               | 2–3     | Asseco Resovia Rzeszów     | 19–25   | 27–25   | 25–23   | 16–25   | 11–15   | 98–113  | Relatório |
| 14 abr     | 17:30      | Asseco Resovia Rzeszów     | 3–1     | Trefl Gdańsk               | 26–28   | 25–23   | 25–14   | 25–16   |         | 101–81  | Relatório |

### Sétimo lugar
| Data       | Hora       |                      | Placar |                      | Set 1 | Set 2 | Set 3 | Set 4 | Set 5 | Total  | Relatório |
| ---------- | ---------- | -------------------- | ------ | -------------------- | ----- | ----- | ----- | ----- | ----- | ------ | --------- |
| 18 abr     | 17:30      | Indykpol AZS Olsztyn | 3–1    | PSG Stal Nysa        | 16–25 | 25–21 | 28–26 | 25–20 |       | 94–92  | Relatório |
| 21 abr     | 14:45      | PSG Stal Nysa        | 3–1    | Indykpol AZS Olsztyn | 27–25 | 24–26 | 25–16 | 26–24 |       | 102–91 | Relatório |
| Golden set | Golden set | PSG Stal Nysa        | 15–13  | Indykpol AZS Olsztyn |       |       |       |       |       |        |           |

### Quinto lugar
| Data   | Hora  |                     | Placar |                     | Set 1 | Set 2 | Set 3 | Set 4 | Set 5 | Total  | Relatório |
| ------ | ----- | ------------------- | ------ | ------------------- | ----- | ----- | ----- | ----- | ----- | ------ | --------- |
| 18 abr | 20:30 | BOGDANKA LUK Lublin | 3–0    | Trefl Gdańsk        | 25–19 | 25–19 | 25–14 |       |       | 75–52  | Relatório |
| 22 abr | 20:30 | Trefl Gdańsk        | 1–3    | BOGDANKA LUK Lublin | 22–25 | 27–25 | 22–25 | 17–25 |       | 88–100 | Relatório |

### Semifinais
| Data    | Hora    |                            | Placar  |                            | Set 1   | Set 2   | Set 3   | Set 4   | Set 5   | Total   | Relatório |
| 1º x 4º | 1º x 4º | 1º x 4º                    | 1º x 4º | 1º x 4º                    | 1º x 4º | 1º x 4º | 1º x 4º | 1º x 4º | 1º x 4º | 1º x 4º | 1º x 4º   |
| ------- | ------- | -------------------------- | ------- | -------------------------- | ------- | ------- | ------- | ------- | ------- | ------- | --------- |
| 17 abr  | 17:30   | Asseco Resovia Rzeszów     | 2–3     | Jastrzębski Węgiel         | 32–30   | 21–25   | 28–30   | 25–22   | 10–15   | 116–122 | Relatório |
| 20 abr  | 14:45   | Jastrzębski Węgiel         | 3–2     | Asseco Resovia Rzeszów     | 25–20   | 20–25   | 25–27   | 29–27   | 15–13   | 114–112 | Relatório |
| 2º x 6º |         |                            |         |                            |         |         |         |         |         |         |           |
| 17 abr  | 20:30   | Projekt Warszawa           | 0–3     | Aluron CMC Warta Zawiercie | 24–26   | 16–25   | 25–27   |         |         | 65–78   | Relatório |
| 20 abr  | 17:30   | Aluron CMC Warta Zawiercie | 3–1     | Projekt Warszawa           | 22–25   | 25–18   | 25–22   | 25–17   |         | 97–82   | Relatório |

### Terceiro lugar
| Data   | Hora  |                        | Placar |                        | Set 1 | Set 2 | Set 3 | Set 4 | Set 5 | Total | Relatório |
| ------ | ----- | ---------------------- | ------ | ---------------------- | ----- | ----- | ----- | ----- | ----- | ----- | --------- |
| 24 abr | 20:30 | Asseco Resovia Rzeszów | 0–3    | Projekt Warszawa       | 25–27 | 28–30 | 19–25 |       |       | 72–82 | Relatório |
| 27 abr | 20:30 | Projekt Warszawa       | 3–0    | Asseco Resovia Rzeszów | 26–24 | 29–27 | 25–21 |       |       | 80–72 | Relatório |

### Final
| Data   | Hora  |                            | Placar |                            | Set 1 | Set 2 | Set 3 | Set 4 | Set 5 | Total | Relatório |
| ------ | ----- | -------------------------- | ------ | -------------------------- | ----- | ----- | ----- | ----- | ----- | ----- | --------- |
| 24 abr | 20:30 | Aluron CMC Warta Zawiercie | 0–3    | Jastrzębski Węgiel         | 18–25 | 25–27 | 23–25 |       |       | 66–77 | Relatório |
| 27 abr | 17:30 | Jastrzębski Węgiel         | 1–3    | Aluron CMC Warta Zawiercie | 25–27 | 25–22 | 19–25 | 23–25 |       | 92–99 | Relatório |
| 28 abr | 14:45 | Jastrzębski Węgiel         | 3–1    | Aluron CMC Warta Zawiercie | 25–19 | 21–25 | 25–23 | 25–18 |       | 96–85 | Relatório |

## Classificação final
| Posição           | Equipe                             | Classificação                |
| ----------------- | ---------------------------------- | ---------------------------- |
| Medalha de ouro   | Jastrzębski Węgiel                 | Liga dos Campeões de 2024–25 |
| Medalha de prata  | Aluron CMC Warta Zawiercie         | Liga dos Campeões de 2024–25 |
| Medalha de bronze | Projekt Warszawa                   | Liga dos Campeões de 2024–25 |
| 4                 | Asseco Resovia Rzeszów             | Copa CEV de 2024–25          |
| 5                 | BOGDANKA LUK Lublin                | PlusLiga de 2024–25          |
| 6                 | Trefl Gdańsk                       | PlusLiga de 2024–25          |
| 7                 | PSG Stal Nysa                      | PlusLiga de 2024–25          |
| 8                 | Indykpol AZS Olsztyn               | PlusLiga de 2024–25          |
| 9                 | PGE GiEK Skra Bełchatów            | PlusLiga de 2024–25          |
| 10                | ZAKSA Kędzierzyn-Koźle             | PlusLiga de 2024–25          |
| 11                | MKS Ślepsk Malow Suwałki           | PlusLiga de 2024–25          |
| 12                | VС Barkom-Kazhany                  | PlusLiga de 2024–25          |
| 13                | GKS Katowice                       | PlusLiga de 2024–25          |
| 14                | KGHM Cuprum Lubin                  | PlusLiga de 2024–25          |
| 15                | Exact Systems Hemarpol Częstochowa | PlusLiga de 2024–25          |
| 16                | Enea Czarni Radom                  | I Liga de 2024–25            |

| PlusLiga de 2023–24                     |
| --------------------------------------- |
| Jastrzębski Węgiel Campeão (4.º título) |

| Elenco |
| --- |
| Edvīns Skrūders, Jakub Popiwczak, Adrian Markiewicz, Benjamin Toniutti, Marko Sedlaček, Jean Patry, Ryan Sclater, Yuriy Gladyr, Bartosz Makoś, Tomasz Fornal, Moustapha M'Baye, Rafał Szymura, Mateusz Jóźwik, Norbert Huber |
| Técnico |
| Marcelo Méndez |